# Philibert Orry
Philibert Orry, hrabia de Vignory i pan de La Chapelle-Godefroy (ur. 22 stycznia 1689 w Troyes, zm. 9 listopada 1747 w Saint-Aubin) – francuski mąż stanu. 
Jego ojcem był znakomity ekonomista Jean Orry, który ożywił hiszpańska gospodarkę służąc radą i pomocą Filipowi V. Antoine-Martin de Chaumont de la Galaizière był jego szwagrem.
Philibert służył początkowo w armii w randze kapitana. Później został członkiem parlamentu paryskiego. W 1715 został Maître des requêtes – doradcą kanclerza Francji. Następnie działał jako intendent w Lille (1715–1718), Soissons (1722–1727), i Roussillon (1727–1728).
Jako Generalny kontroler finansów 1730 od 1745 był wierny zasadom merkantylizmu. Wspierał manufaktury i Compagnie des Indes. Udało mu się w latach 1740–1741 osiągnąć zrównoważenie budżetu, poważnie nadszarpniętego wcześniejszymi wydatkami wojennymi. Francja przeżywała odtąd okres 30 lat prosperity.
Ustąpił gdy ujawniła się opozycja ze strony Madame de Pompadour. Od roku 1743 do swej śmierci w 1747 przyznawał zasłużonym urzędnikom Order Świętego Ducha. 
Zatrudnił malarza Charles-Joseph Natoire'a by udekorował jego posiadłość La Chapelle-Godefroy (dziś Saint-Aubin).